# Ward de Ravet
Ward de Ravet (ur. 1 czerwca 1924 w Antwerpii, zm. 6 marca 2013 w Zandhoven) – belgijski aktor filmowy i telewizyjny.

## Filmografia
seriale
- 1968: Ritmeester Buat
- 1975: Amsterdam 700 jako Pieter Kolijn
- 1987: De Dwaling jako Bernard Schuurwegs

film
- 1959: Ik doodde de graaf
- 1974: Help, de dokter verzuipt jako Ksiądz
- 2000: Plop in de wolken jako Goblin Knap